# 伊那山地

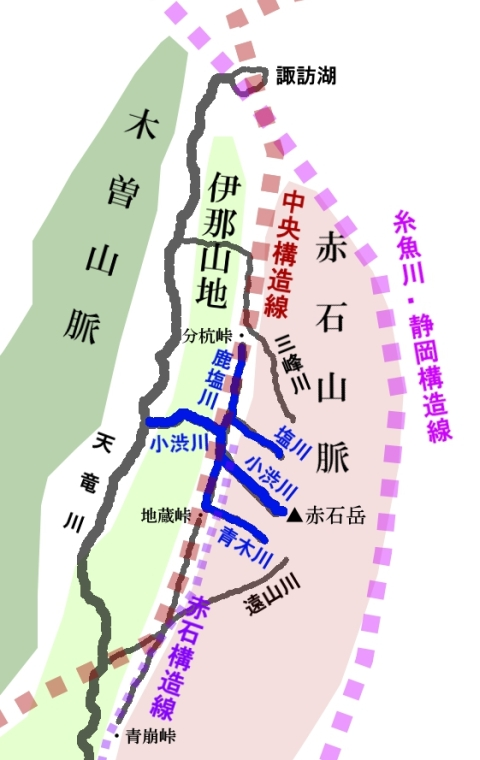
赤石・木曽の両山脈に挟まれた伊那山地

伊那山地（いなさんち）は、南アルプスの西側に平行して南北に延びる標高1,600～1,800mの山域の総称である。伊那谷の人は「伊那山脈」と呼んでいる。その範囲は、諏訪湖の南から、天竜川の佐久間ダム付近にまで及んでおり、地形的には更に天竜川の対岸の弓張山地へと連続している。
南アルプスとの間は日本の最も重要な構造線の一つである中央構造線起源の直線状の谷となっており、谷中を国道152号が通過している。その西側の伊那山地もほぼ南北方向に、直線的に延びている。伊那山地の主脈をなす尾根は比較的なだらかで、標高の上下が少ないこともこの山地の顕著な特徴である。
伊那山地は、赤石山脈に発し、伊那山地を東から西へと横切る川の横谷によって四つの部分に分かれている。最北部は、諏訪湖の南、守屋山から三峰川の横谷まで。中北部は三峰川から小渋川の横谷まで。中南部は小渋川から遠山川の横谷まで。最南部が、遠山川から天竜川の間である。

## 主な山
- 守屋山 (1,650m)
- 戸倉山 (1,681m)
- 陣馬形山 (1,445m)
- 大西山 (1,741m)
- 鬼面山 (1,889m)
- 金森山 (1,703m)

## トンネル
伊那山地を以下のトンネルが貫通している。
- 矢筈トンネル - 三遠南信自動車道小川路峠道路（国道474号）
- 赤石隧道

## 関連画像
|                               |
| 晩秋の伊那谷周辺 上空から望む |